# Pinheyschna meruensis
Pinheyschna meruensis е вид насекомо от семейство Aeshnidae. Видът е незастрашен от изчезване.

## Разпространение
Разпространен е в Кения, Танзания и Уганда.